# Gheorghe Doja (gmina w okręgu Jałomica)
Gheorghe Doja – gmina w Rumunii, w okręgu Jałomica. Obejmuje tylko jedną miejscowość Gheorghe Doja. W 2011 roku liczyła 2555 mieszkańców. 